# Premio Nacional de Administración Pública (México)
En México, el Premio Nacional de Administración Pública (PNAP) es el máximo galardón que anualmente otorga el Estado, para reconocer a los servidores públicos mexicanos con base en sus aportaciones, estudios de caso o proyectos de innovación para beneficio del país, con aplicación especifica en la Administración Pública Federal. «Capitulo I y II de la Ley de Premios, Estímulos y Recompensas Civiles (LPEyRC)». 15 de diciembre de 2022. Consultado el 15 de diciembre de 2022.
Actualmente, la Secretaría de la Función Pública (SFP) es la encargada de coordinar la entrega de esta honorable distinción. El Premio Nacional reconoce a sus galardonados con tres grados; para lo cual entrega un Reconocimiento (Diploma) y una Presea (Medalla) correspondiente a la clase alcanzada (Art. 11 LPEyRC).

## Historia
El Premio fue creado en 1980 por decreto del Presidente José López Portillo, en seguimiento a un decreto del Congreso de la Unión.
El PNAP ha sido administrado y coordinado a través del tiempo por los diferentes organismos que administran los recursos humanos de la Administración Pública Federal.
«Antecedentes del Premio Nacional de Administración Pública (PNAP)». 17 de mayo de 2015. Consultado el 25 de enero de 2017.
El 15 de junio de 2016, se realizó la ceremonia de entrega de la Edición XXXV (2015).

## Dinámica
Aproximadamente entre Julio y agosto de cada año, la Secretaría de la Función Pública (SFP) emite la Convocatoria a nivel nacional entre las Dependencias Federales para participar en el PNAP. Posteriormente, cada Dependencia transmite la invitación entre su personal. Pueden participar los servidores públicos mexicanos de base o confianza con un proyecto de innovación, que éste relacionado con sus funciones en la Dependencia donde está(n) inscrito(s). Los servidores deben tener al menos un año en la Dependencia. El proyecto puede tener de 1 a 5 integrantes. El proyecto debe estar alineado con los objetivos de la Dependencia y del Plan de Nacional de Desarrollo vigente.
El proyecto se plasma en un documento escrito y puede estar en operación o proponerse su implementación. Aproximadamente, el o los servidores públicos participantes tiene un mes para entregar la propuesta en su Dependencia. Generalmente se entrega al Departamento de Recursos Humanos o Capacitación.
Una Dependencia puede recibir uno o más propuestas internas y en ese caso, la Dependencia en cuestión, crea una Comisión Evaluadora (conformada por personal de la Dependencia) para revisar la(s) propuesta(s). Si del resultado de la revisión, la Comisión Evaluadora considera tener una propuesta sobresaliente, entonces podrá seleccionar dicha propuesta para que represente a la Dependencia ante la Convocatoria. La Dependencia informa al o los participantes y puede gestionar la entrega de un Reconocimiento interno. La Dependencia entrega el proyecto representativo a la SFP.
La SFP recibe los proyectos de todas las Dependencias de la Administración Pública de todo el país. La SFP tiene el Jurado Calificador del PNAP y canaliza los proyectos al mismo para su evaluación. Dicho Jurado estudia todas las propuestas y elige las tres propuestas ganadoras, así como el grado alcanzado. La SFP puede declarar desierta la convocatoria, sí no se presentan como mínimo 10 proyectos o cuando a su juicio los proyectos no alcancen el nivel de sobresaliente. Posteriormente, la SFP emite su dictamen y se comunica con las Dependencias ganadoras. La SFP entrega los Reconocimientos a los servidores públicos galardonados en una ceremonia pública en sus instalaciones en la CDMX.
La SFP promueve y recomienda que las Dependencias en cuestión implementen los proyectos galardonados en la medida de lo posible. Generalmente cada Dependencia hace una planeación interna para asignar recursos para dicha implementación. La SFP puede llevar un seguimiento de las propuestas.

## Normatividad
El Premio Nacional es gestionado por la Secretaria de la Función Pública y se regula a través de la Ley de Premios, Estímulos y Recompensas Civiles (LPEyRC) en su capítulo XV y por la Norma para otorgar el PNAP.
El Jurado Calificador está instalado de manera permanente y cuenta con el titular de la Secretaría de la Función Pública como Presidente del Jurado. El Jurado se apoya de representantes de la Presidencia de la República y del Instituto Nacional de Administración Pública, de la Coordinación General del Sistema Nacional de Evaluación, de la Comisión de Recursos Humanos del Gobierno Federal y de la Federación de Sindicatos de Trabajadores al Servicio del Estado.
Para fortalecer la transparencia y objetividad a la evaluación de los trabajos postulados al PNAP, la SFP invita a diversas Instituciones de educación superior para que sus académicos e investigadores especializados evalúen las propuestas. Entre las Instituciones participantes están la UNAM, la UAM, la FLACSO, la IBERO y el ITESM.
Para la evaluación de trabajos del PNAP se toman en cuenta 4 grandes factores:
- Análisis del Tema del Trabajo, Estudio o Proyecto.
- Modelo Conceptual de Trabajo, Estudio o Proyecto.
- Factibilidad de Implantación del Trabajo, Estudio o Proyecto.
- Impacto Social o Institucional del Trabajo, Estudio o Proyecto.

Los trabajos ganadores del Premio Nacional se publican en la serie Praxis del Instituto Nacional de Administración Pública A.C.

## Presea
El PNAP tiene tres grados o clases y se expresa con un Diploma y la Presea (Medalla) correspondiente (Art. 11 y 88 LPEyRC):
- 1.er Grado, Medalla de oro;
- 2.do Grado, Medalla de plata;
- 3.er Grado, Medalla de bronce.

La Medalla tiene varios grabados, en el anverso: la indicación del Premio Nacional de Administración Pública, el grado o clase, el año de la Convocatoria, el nombre del Presidente Constitucional de los Estados Unidos
Mexicanos  y las inscripciones de: "México"  y "Gobierno de la República"; y en el reverso: el escudo nacional mexicano.

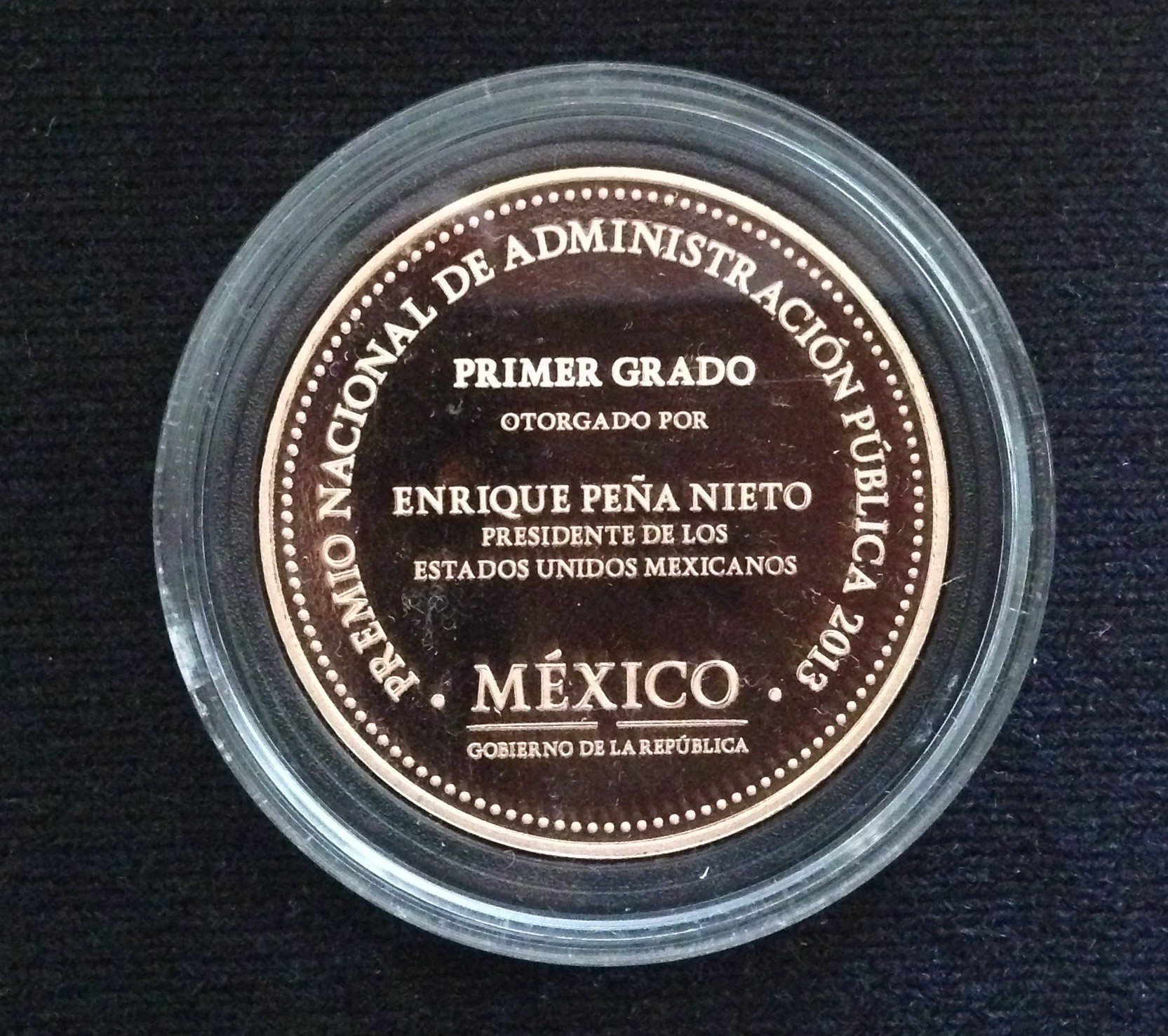
Anverso de la medalla de 1.er Grado, entregada en la XXXIII Edición.
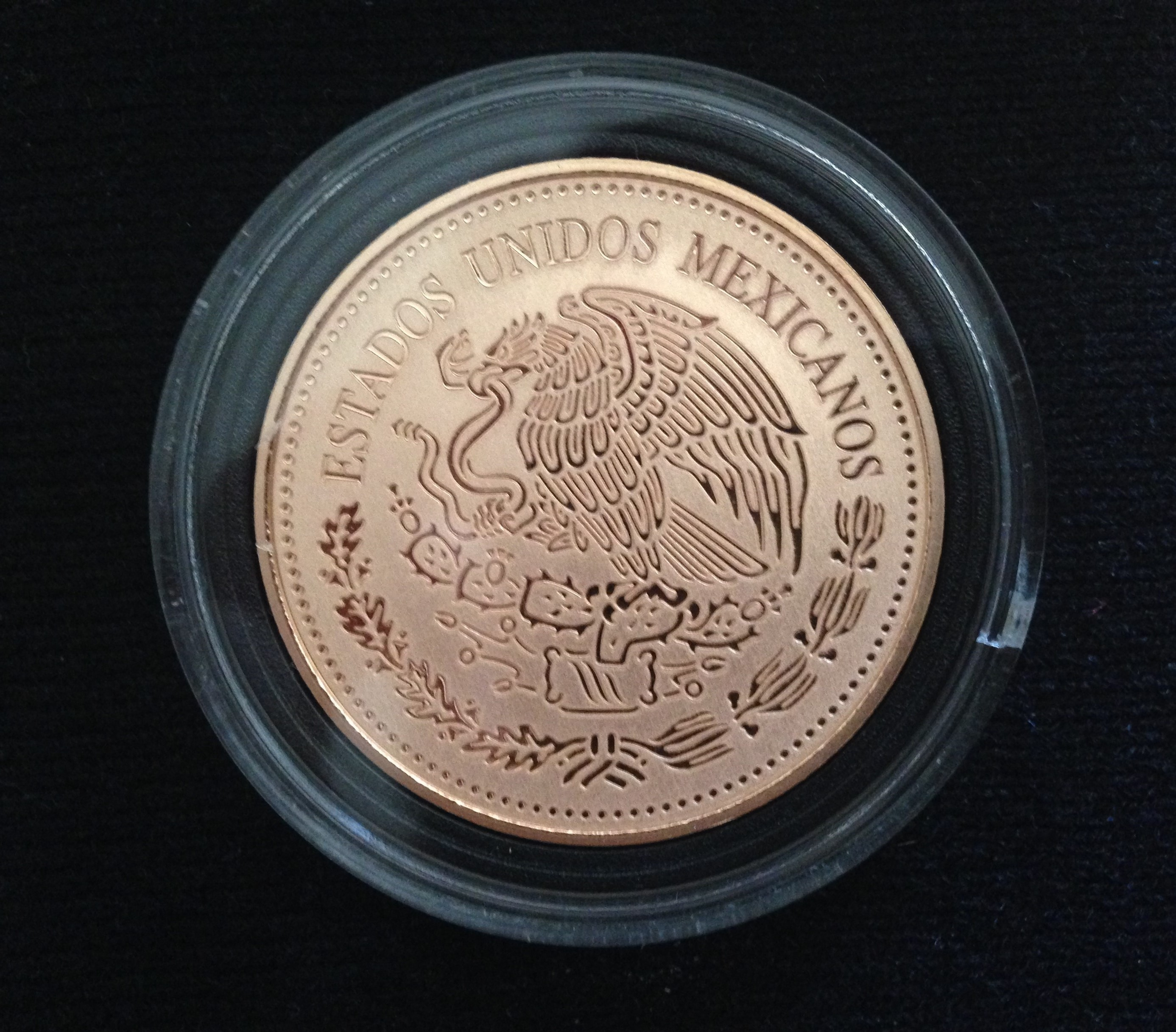
Reverso de la medalla de 1.er Grado.

Las Preseas únicamente podrán usarse por sus titulares, quienes lo harán en solemnidades y actos públicos en que sea pertinente ostentarlas (Art. 10 LPEyRC).

## Ganadores y Proyectos
Lista de ganadores del PNAP desde 1980 a 2014: Ganadores del PNAP desde 1980 a 2014
Los más recientes galardonados han sido:
Año 2022
- 1.er Grado: Ana Cristina Arteaga Gómez, Diana Pimentel Nieto, Javier Castro Llamas, Enrique Reyes Muñoz y Viridiana Gorbea Chávez del Instituto Nacional de Perinatología Dr. Isidro Espinoza de los Reyes.
- 2.ndo Grado: Jesús Francisco Quintanar Villarreal, Luis Humberto Chávez Buenrostro y María del Carmen Castillejos Cárdenas del Servicio de Administración Tributaria.
- 3.er Grado: Erick Jovany Medina Zaldivar, Ricardo Iván Escamilla Estrella, Víctor Miguel Ángel Gonzáles Oropeza, Mónica Elizabeth Castillo Aguilar y Rafael Jesús López Salomón de la Secretaria de la Función Publica.

Año 2018
- 1.er Grado: Francisco Javier Posadas Robledo del Centro Nacional Para la Prevención y el Control del VIH y el SIDA.
- 2.ndo Grado: Isaías Gonzalo Noguez Tinoco de la Secretaría de Relaciones Exteriores.
- 3.er Grado: Gertrudis Cleotilde Arellano Molina, Diana Lahoz Gómez, Andrés Juárez Muñoz, Ricardo Ríos Rodríguez, José Manuel Dávila Rosas de la Secretaría de Medio Ambiente y Recursos Naturales.

Año 2017
- 1.er Grado: Rubén Hernández Picasso de Servicios a la Navegación en el Espacio Aéreo Mexicano SENEAM
- 2.ndo Grado: Manuel Cortés Bonilla, Norma Velázquez Ramírez, Josefina Lira Plascencia, Rocío López Ortiz y Ma. Modesta Facio Maldonado del Instituto Nacional de Perinatología.
- 3.er Grado: Mariana Arce Osuna, Guadalupe Judith Sáinz Uribe, Marco A. Ávila Calderón, Víctor H. Hernández Maldonado y Brenda Lizet Ochoa Parra del Centro Nacional de Metrología.

Año 2016
- 1.er Grado: Salvador Ortiz Barrón, Fabiola Aguilar Barragán, Pedro Pablo Vera Maldonado y Pedro Enrique Bartilotti Rodríguez del Instituto de Seguridad y Servicios Sociales de los Trabajadores del Estado.
- 2.ndo Grado: Andrés Aguayo Rico de Caminos y Puentes Federales.
- 3.er Grado: Marcos Julián Barradas Velásquez, Alfonso Benítez Ochoa, Rosalinda Hernández García y Arnulfo Camacho Alcántar de la Secretaría de Salud.

Año 2015
- 1.er Grado: Pablo Zenteno Márquez del Instituto Mexicano de la Propiedad Industrial.
- 2.ndo Grado: Fernando Javier Valdés Vicencio de la Secretaría de Relaciones Exteriores.
- 3.er Grado: María Ana González Pozos de la Secretaría de Medio Ambiente y Recursos Naturales.

Año 2014
- 1.er Grado: Sergio Antonino Hinojosa Huizar, Marco Antonio Guzmán Nogueda y Gonzalo Arroyo Kuribreña de Fideicomisos Instituidos en Relación con la Agricultura (FIRA).
- 2.ndo Grado: María Elena Chávez Solís, Ana Olivia Orejel Juárez y Sergio Melesio Palacios Rodríguez del Servicio de Administración Tributaria (SAT).
- 3.er Grado: Rosa Aurora Azamar Arizmendi, Olga Lidia Maza Benavides y América Zamora Mendoza de Servicios de Salud de Veracruz.

Año 2013
- 1.er Grado: Alfonso de Alba Aguayo de Secretaría de Relaciones Exteriores (SRE).
- 2.ndo Grado: Brenda García Salazar y José Antonio Paredes de Servicios de Salud de Sonora..
- 3.er Grado: Andrés Aguayo Rico de Caminos y Puentes Federales de Ingresos y Servicios Conexos (CAPUFE).

Año 2012
- 1.er Grado: Mónica Cravioto Galindo, Arturo Fernández Moreno y David Turcott Quintero de Nacional Financiera.
- 2.ndo Grado: Rosalba Hernández Cornejo y Antonio Anzaldúa Bonilla de SRA.
- 3.er Grado: Genoveva Ingle de la Mora, Marilú Montero Rodríguez, Alma Salas Sandoval e Ismael Mora Cervantes del Instituto Nacional de Pesca.